# Анбаев, Руслан Акимжанович
Руслан Акимжанович Анбаев (каз. Руслан Әкімжанұлы Аңбаев; род. 23 ноября 1978, Целинное, Тимирязевский район, Северо-Казахстанская область, Казахская ССР) — казахстанский государственный деятель. Аким города Петропавловска (2022—2023) и ряда районов Северо-Казахстанской области.

## Биография
Родился 23 ноября 1978 года в селе Целинное Тимирязевского района Северо-Казахстанской области.

### Образование
Окончил Северо-Казахстанский государственный университет им. М. Козыбаева по специальности «экономист-менеджер», также имеет специальности агронома и юриста.

## Трудовая деятельность
Трудовую деятельность начал в 1999 году старшим налоговым инспектором отдела аудита Налогового комитета по Тимирязевскому району.
С 2002 по 2015 годы работал на различных должностях в органах налоговой службы Есильского, Тайыншинского и Тимирязевского районов.
С 2015 по 2019 годы — заместитель руководителя аппарата акима Северо-Казахстанской области.
С 22 января 2019 года по 28 октября 2020 года — аким Мамлютского района.
С 28 октября 2020 года по 5 августа 2022 года — аким Тайыншинского района.
С 5 августа 2022 года по 1 июля 2023 года — аким города Петропавловска.
С 1 июля 2023 года — аким района имени Габита Мусрепова.